# Monte Mário (São Tomé)
Monte Mário ist ein Ort im Distrikt Caué auf der Insel São Tomé im Inselstaat São Tomé und Príncipe. 2012 wurden 200 Einwohner gezählt.

## Geographie
Der Ort liegt an der Südküste von São Tomé in der Baía da Praia Grande, ca. 5 km nordöstlich von Porto Alegre. In Monte Mário biegt die EN No. 2 nach Westen, ins Landesinnere, um die große Steigung über 300 m nach Porto Alegre zu überwinden.